# Vazamento de dados do fim do mundo
O vazamento de dados de brasileiros em 2021, apelidado também de vazamento de dados do fim do mundo, foi um gigantesco vazamento de dados de brasileiros, vivos ou mortos, que ocorreu em 2021.
A ação foi revelada pelo Dfndr Lab., e é considerada a maior da história do Brasil, expôs dados como CPF, e-mail e telefone de mais de 223,7 milhões de indivíduos, além de identificar a deficiência do sistema de segurança cibernética do Brasil.

## Contexto
O vazamento compõe dados de agosto de 2019, porém, só veio à tona em janeiro de 2021 após os dados terem sido colocados à venda na internet.
Não se sabe o local de onde esses dados foram colhidos, porém, sabe-se que alguns dados fazem referências à empresas e serviços, de onde eles podem ter sido tirados e outros podem ter origens em vazamentos anteriores, o que leva a crer que a sua origem pode ter origem em diversas fontes.
A empresa Serasa Experian foi notificada pelo Procon-SP e pela Secretaria Nacional do Consumidor (Senacon), com pedidos de explicações sobre origem dos dados, contudo, o Serasa nega que seu banco de dados tenha sido invadido.

## Conteúdo
Entre tantos dados, foram vazados:
- CPF, nome e data de nascimento;[1][9]
- Endereços;[1][9]
- Fotos de rosto;[1][9]
- Nota de crédito, renda, cheques sem fundo e outras informações financeiras;[1][9]
- Imposto de renda de pessoa física;[1][9]
- Dados cadastrais de serviços de telefonia;[1][9]
- Escolaridade;[1][9]
- Benefícios do INSS;[1][9]
- Dados relativos a servidores públicos;[1][9]
- Informações do LinkedIn.[1]

## Impacto
O periódico Folha de S.Paulo, considera este como o Vazamento do Fim do Mundo, pois, a partir de agora, já não há mais dados estruturais sobre qualquer brasileiro que ainda esteja por vazar.
Os dados vazados podem ser utilizados para aplicar golpes variados, saque indevido de FGTS e obtenção de vantagens financeiras e seus impactos podem ser sentidos por anos.

## Lei de proteção de dados
A Lei Geral de Proteção de Dados Pessoais, prevê sanções que podem culminar em uma multa de até o máximo de R$ 50 milhões, porém, as punições só devem ser aplicadas a partir de agosto de 2021, uma vez que a ANPD (Autoridade Nacional de Proteção de Dados), responsável pela aplicação da multa, ainda está definindo seus principais cargos técnicos.

## Reações
A Procuradoria do Consumidor (PROCON) e a Secretaria Nacional do Consumidor pediram explicações à Serasa sobre a origem dos dados, vindo a empresa a negar qualquer invasão.
A Ordem dos Advogados do Brasil também afirmou estar em alerta para o perigo proveniente do vazamento e aponta um cenário de grave risco pessoal e irreparável violação à privacidade.
A Autoridade Nacional de Proteção de Dados afirmou que está apurando tecnicamente informações sobre o caso e pediu ajuda à Polícia Federal.
Renata Mieli, coordenadora-geral do Fórum Nacional pela Democratização da Comunicação (FNDC), pontua que o vazamento de dados coloca o governo federal e a Autoridade Nacional de Proteção de Dados numa verdadeira “prova de fogo”.

### Prisão de hackers e violação da tornozeleira eletrônica
Marcos Roberto Correia da Silva, mais conhecido como WandaTheGod e Yuri Batista Novaes, de vulgo JustBR foram presos em 19 de março de 2021 nas cidades de Uberlândia e Petrolina, respectivamente. Na época, acusados de serem os responsáveis pela violação de dados sigilosos de 223 milhões de pessoas, entre vivos e mortos. Segundo investigações da Polícia Federal, os criminosos utilizaram um fórum de armazenamento de dados para serem vendidos a terceiros em troca de criptomoedas. Em 2023 durante o cumprimento da pena em regime de prisão domiciliar, Marcos violou a tornozeleira eletrônica que usava e fugiu de Minas Gerais. O criminoso foi encontrado na cidade de Feira de Santana, na Bahia e voltou a ser preso preventivamente.